# U-20-Fußball-Südamerikameisterschaft 1987/Kader Uruguay
Bei der U-20-Fußball-Südamerikameisterschaft 1987 in Kolumbien bestand der Kader der uruguayischen U-20-Nationalmannschaft aus den nachfolgend aufgelisteten Spielern. Die Uruguayer erreichten in der finalen Gruppenphase den 4. Rang.
|         | Rubén da Silva         |  | Danubio                |  |  |  |  |  |
|         | Ruben Pereyra          |  | Danubio                |  |  |  |  |  |
|         | Richard Rodríguez      |  | Danubio                |  |  |  |  |  |
|         | Sergio Vargas          |  | Danubio                |  |  |  |  |  |
|         | Sergio Daniel Martínez |  | Defensor Sporting      |  |  |  |  |  |
|         | Luis Duarte            |  | Miramar Misiones       |  |  |  |  |  |
|         | Daniel Hernández       |  | Miramar Misiones       |  |  |  |  |  |
|         | Carlos Lage            |  | Miramar Misiones       |  |  |  |  |  |
|         | Alvaro Amarilla        |  | Nacional Montevideo    |  |  |  |  |  |
|         | Washington Hernández   |  | Peñarol Montevideo     |  |  |  |  |  |
|         | Tidio Perdomo          |  | Peñarol Montevideo     |  |  |  |  |  |
|         | Gerardo Rabajda        |  | Peñarol Montevideo     |  |  |  |  |  |
|         | Sergio Umpiérrez       |  | Peñarol Montevideo     |  |  |  |  |  |
|         | Gabi Correa            |  | River Plate Montevideo |  |  |  |  |  |
|         | Gustavo Poyet          |  | River Plate Montevideo |  |  |  |  |  |
|         | Marcelo Paolino        |  | Montevideo Wanderers   |  |  |  |  |  |
| Trainer |                        |  |                        |  |  |  |  |  |
|         |                        |  |                        |  |  |  |  |  |

Quelle: 